# Física social
Física social, o en ocasiones fisiología social, son los primeros nombres que se le dan a la sociología como estudio de la sociedad de una forma sistemática; disciplina que después Auguste Comte (1798-1857) renombraría como sociología. El nombre de física social fue usado durante la primera mitad del siglo XIX, propulsado por el teórico social Henri de Saint-Simon.